# 妙蓮寺 (品川区)
妙蓮寺（みょうれんじ）は、東京都品川区にある顕本法華宗系の単立寺院。

## 概要
1457年（長禄元年）、日遵によって開山された。2世の日存は後に本山の妙満寺14世となり、3世の日泰は妙満寺16世になるなど日什門流内で高僧を輩出している。

## 墓所
- 薄雲太夫（元遊女、仙台藩藩主伊達綱宗の妾）
- 高木正年（政治家）

緑内障で失明後も衆議院議員として活動した。
- 丸橋忠弥（慶安の変の首謀者の一人）の首塚

当時は処刑者を手厚く葬ることを禁止していたため、「処刑後の丸橋の生首が、なぜか当寺に転がっていた」という口実で葬ったといわれている。
- 薄田研二（俳優）

## 交通アクセス
- 新馬場駅より徒歩2分（経路案内）。